# الشاذلي العروسي
الشاذلي العروسي ولد في 16 سبتمبر 1942 في مدنين، هو سياسي تونسي.

## السيرة الذاتية
في 1991، أصبح العروسي عضوا في المجلس الاقتصادي والاجتماعي. في السنة الموالية، عين سفيرا لتونس لدى منظمة الأغذية والزراعة في روما. 

في 1 يونيو 1994، أصبح كاتب دولة لدى وزير الفلاحة مكلف بالصيد البحري حكومة حامد القروي، وبقي في منصبه حتى 9 أكتوبر 1997. في 16 يونيو 1999، أصبح ملحقا في رئاسة الجمهورية، قبل أن يعين في 5 سبتمبر 2002 في منصب وزير التشغيل في حكومة محمد الغنوشي الأولى. بقي على رأس الوزارة حتى 29 أغسطس 2008. 

نشر العديد من المؤلفات العلمية.

## الحياة الخاصة
الشاذلي العروسي متزوج وأب لثلاثة أطفال.